# Алберт фон Келикер
Алберт фон Келикер (Цирих, 6. јул 1817 — Вирцбург, 2. новембар 1905) је био швајцарски анатомиста и психолог.
Алберт фон Келикер је рођен у граду Цириху, у Швајцарској. Његово рано образовање је стечено у том граду, а ту је уписао и колеџ 1836. године. После две године преместио се на универзитет у Бону, а касније одлази у Берлин.
Универзитет у Вирцбургу му је 1847. године понудио место професора психологије и микроскопске анатомије. Прихватио је ту понуду. У том граду је и умро.
Многе од ствари које је испитивао биле су везане за структуру разних животиња. Једно од испитивања било је везано за медузе и слична створења.